# Fábio Luiz Magalhães
Fábio Luiz de Jesus Magalhães (Marataízes, 13 maart 1979), spelersnaam Fábio Luiz, is een voormalig Braziliaans beachvolleyballer. Met Márcio Araújo werd hij in 2005 wereldkampioen en won hij in 2008 de zilveren medaille bij de Olympische Spelen.

## Carrière

### 1999 tot en met 2004
Fábio Luiz speelde van 1999 tot en met 2001 volleybal in de zaal, alvorens hij de overstap maakte naar beachvolleybal. Hij debuteerde in 2002 in de FIVB World Tour met Luizão Correa de Jesus in Fortaleza. Het daaropvolgende seizoen vormde hij een team met José Loiola. Ze speelden zes toernooien met als beste resultaat een negende plaats in Espinho. Met Paulo Emilio nam Fábio Luiz in 2003 deel aan de WK in Rio de Janeiro. Het duo kwam in eigen land niet verder dan de zestiende finale waarin verloren werd van het eveneens Braziliaanse duo Harley Marques en Franco José Vieira Neto. In 2004 speelden de twee vervolgens acht wedstrijden in de World Tour met onder meer een derde plaats in Mallorca en een vijfde plaats in Rio als resultaat.

### 2005 tot en met 2009
Vanaf 2005 speelde Fábio Luiz vijf jaar lang met Márcio Araújo. Het tweetal ving aan met een overwinning in Zagreb en een derde plaats in Gstaad. Bij de WK in Berlijn verloor het duo hun eerste wedstrijd tegen de Cubanen Francisco Álvarez en Oney Bernal. Vervolgens bereikten ze via zeven herkansingsrondes en de halve finale de eindfinale waar ze tegen de Zwitsers Sascha Heyer en Paul Laciga speelden. Fábio Luiz en Araújo wonnen de finale in twee sets en werden daarmee wereldkampioen. Bij de resterende elf World Tour-toernooien in 2005 eindigde het tweetal telkens in de top tien. Ze behaalden een overwinning in Kaapstad, drie tweede plaatsen (Sint-Petersburg, Montréal en Salvador) en twee derde plaatsen (Espinho en Klagenfurt). Het daaropvolgende jaar haalden ze eveneens bij alle veertien toernooien waar ze aan deelnamen de top tien, met vier overwinningen (Shanghai, Montréal, Sint-Petersburg en Parijs), drie tweede plaatsen (Gstaad, Stavanger en Marseille) en een derde plaats (Klagenfurt).

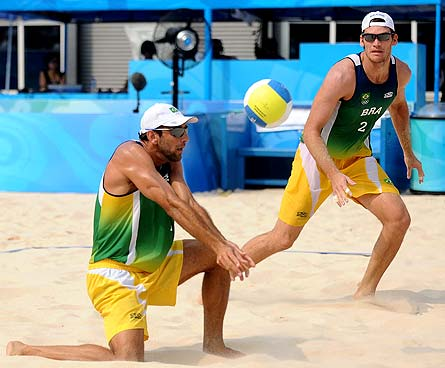
Fábio Luiz (rechts) en Araújo in actie tijdens de OS in Peking (2008)

Van de negen wedstrijden in 2007 in aanloop naar de WK wonnen Fábio Luiz en Araújo er drie (Roseto degli Abruzzi, Stavanger en Berlijn) en in Shanghai en Espinho eindigden ze respectievelijk tweede en derde. Bij de WK in Gstaad werd het duo in de achtste finale uitgeschakeld door het Chinese tweetal Zhou Shun en Li Jian. De resterende toernooien dat seizoen sloten ze af met een vierde plaats (Klagenfurt) en vier derde plaatsen (Kristiansand, Sint-Petersburg, Stare Jabłonki en Fortaleza). Het jaar daarop behaalden ze bij de veertien toernooien in de World Tour negen toptienplaatsen met een overwinning in Marseille als beste resultaat. Bij de OS in Peking wonnen Fábio Luiz en Araújo de zilveren medaille nadat ze de finale van de Amerikanen Phil Dalhausser en Todd Rogers verloren hadden. Het duo had in de halve finale nog van landgenoten en regerend olympisch kampioenen Ricardo Santos en Emanuel Rego gewonnen. In 2009 behaalden ze in tien reguliere FIVB-toernooien een derde plaats in Brasilia en een vijfde plaats in Klagenfurt. Bij de WK in Stavanger bereikte het tweetal de kwartfinale waar het werd uitgeschakeld door het Duitse duo David Klemperer en Eric Koreng.

### 2010 tot en met 2014
In 2010 speelde Fábio Luiz een toernooi met Harley Marques en acht met Bruno de Paula met als beste resultaat een dertiende plaats in Marseille. Het seizoen daarop nam hij met João Maciel deel aan drie wedstrijden. In 2014 speelde hij samen met Araújo zijn laatste FIVB-toernooi in São Paulo.

## Palmares
Kampioenschappen
- 2005:  WK
- 2007: 9e WK
- 2008:  OS
- 2009: 5e

FIVB World Tour
- 2004:  Mallorca Open
- 2005:  Zagreb Open
- 2005:  Gstaad Open
- 2005:  Sint-Petersburg Open
- 2005:  Espinho Open
- 2005:  Grand Slam Klagenfurt
- 2005:  Montréal Open
- 2005:  Salvador Open
- 2005:  Kaapstad Open
- 2006:  Shanghai Open
- 2006:  Grand Slam Gstaad

- 2006:  Grand Slam Stavanger
- 2006:  Marseille Open
- 2006:  Montréal Open
- 2006:  Sint-Petersburg Open
- 2006:  Grand Slam Parijs
- 2006:  Grand Slam Klagenfurt
- 2007:  Shanghai Open
- 2007:  Roseto degli Abruzzi Open
- 2007:  Espinho Open
- 2007:  Grand Slam Stavanger
- 2007:  Grand Slam Berlijn
- 2007:  Kristiansand Open
- 2007:  Sint-Petersburg Open
- 2007:  Stare Jabłonki Open
- 2007:  Fortaleza Open
- 2008:  Marseille Open
- 2009:  Brasilia Open